# Frederick Freake
Frederick Charles Maitland Freake (Botley, Hampshire, Royaume-Uni, 7 mars 1876 - Moreton-in-Marsh, Gloucestershire, Royaume-Uni, 12 décembre 1950), 3e baronnet, est un joueur de polo britannique. 
Il remporte en 1900 et en 1908 la médaille d'argent en polo aux Jeux olympiques de Paris, avec les équipes BLO Polo Club Rugby et Hurlingham-2. 